# 潮汕戰鬥 (抗日戰爭)
潮汕戰鬥發生於1939年6月21日－9月4日，地點則是在中國粵東南一帶。是抗日戰爭主要戰鬥之一，交戰一方為守軍之國民革命軍，另一方則為日軍。
1939年6月6日，日军大本营下达攻占汕头一带要地的命令。6月21日是农历五月初五端午节，日军趁机对汕头市进行突袭。凌晨1时，日军步炮兵3,000余人，分乘40余艘舰艇抵达汕头港外德州水道。海军陆战队从妈屿岛登陆。2时20分，部分日军在达濠镇东湖登陆。上午10时左右占领与汕头隔海相对的嵑石；日军主力则分三路向汕头进攻。国民党守军官兵奋起迎击。广东省保安团第5团第3营营长李平殉难。21日中午，潮安失守，战况迅速恶化，汕头市当局、各群众团体以及防军各部队不得不陆续撤离市区。三路日军随后分抵汕头市。28日汕头沦陷。日军在进攻潮汕过程中阵亡200余人。